# Linia kolejowa Ústí nad Labem – Chomutov
Linia kolejowa Ústí nad Labem – Chomutov (Linia kolejowa nr 130 (Czechy)) – dwutorowa, zelektryfikowana linia kolejowa o znaczeniu krajowym w Czechach. Łączy stację Uście nad Łabą i Chomutov przez Cieplice i Most. Przebiega w całości przez terytorium kraju usteckiego.